# NGC 5981
NGC 5981 (другие обозначения — UGC 9948, MCG 10-22-27, ZWG 297.23, IRAS15368+5933, PGC 55647) — спиральная галактика (Sc) в созвездии Дракон.
Этот объект входит в число перечисленных в оригинальной редакции «Нового общего каталога».